# Tomsrtbt
tomsrtbt (lido como: Tom's Root Boot) é um distribuição Linux bem pequena. O nome é uma abreviação de "Tom's floppy which has a root filesystem and is also bootable." O seu autor Tom Oehser, brinca que ela é "o máximo de GNU/Linux num disquete, contendo muitos dos comandos Linux mais comuns úteis para uma recuperação de um sistema (Linux ou outros sistemas operacionais). Ela ainda apresenta drivers para muitos tipos de hardware, e conectividade de rede.
Ele podia ser criado de dentro do Linux ou primeiras versões do Windows rodando no MS-DOS mode, ou formatando um disquete 1.44MB padrão, como um disco de mais alta densidade de 1.72MB, ou gravando a image do tomsrtbt no disco ou queimando um CD bootavel. Ele é capas de ler e escrever os sistemas de arquivos de muitos sistemas operacionais da era, incluindo ext2/ext3 (usados no Linux), FAT (usado pelo DOS e Windows, NTFS (usado pelo Windows NT, 2000, e XP e Minix (usado pelo sistema operacional Minix).
O Windows NT e as versões mais recentes od Windows, incluindo 2000, XP, e Vista não conseguem criar disquetes do tomsrtbt já que seus drivers de disquete não permitem o formato estendido.
Alguns dos utilitários do tomsrtbt são escritos na linguagem de programação Lua, e muitos mais usam o BusyBox. Opções do compilador para economizar espaço são usadas em todo lugar, o kernel teve patches aplicados para suportar o carregamento de imagens comprimidas com Bzip2, e em muitos casos versões mais antigas ou alternativas de programas foram selecionados por seu menor tamanho.